# Lérmontovka (Sakhalín)
|  | Per a altres significats, vegeu «Lérmontovka». |

Lérmontovka (en rus: Лермонтовка) és un poble de l'óblast de Sakhalín, a l'Extrem Orient de Rússia, que el 2013 tenia 24 habitants. Pertany al districte de Poronaisk.